# Haspe
Haspe is een plaats (stadsdeel) van de Kreisfreie Stadt Hagen in de Duitse deelstaat Noordrijn-Westfalen. Haspe telde in 1905 ongeveer 20.000 inwoners, in 2008 ongeveer 30.000 inwoners.

## Geschiedenis
Het dorp Haspe wordt al in de 12e eeuw voor het eerst genoemd. Bij decreet van Napoleon Bonaparte werd het op 18 november 1808 met de dorpen Westerbauer, Waldbauer, Vorhalle en Voerde samengevoegd tot een gemeente. Op 20 december 1873 kreeg Haspe stadsrechten. In 1874 werd de stad weer een zelfstandige gemeente. Op 1 april 1898 werd de plattelandsgemeente Westerbauer bij de stad gevoegd. Op 1 augustus 1929 werd Hapse met de gemeenten Boele, Fley, Halden, Herbeck, Holthausen en Vorhalle in de stad Hagen opgenomen.
Haspe was de laatste woonplaats van de Nederlandse oorlogsmisdadiger Herbertus Bikker (1915-2008). Bikker is er ook begraven.